# Eskilstunaån

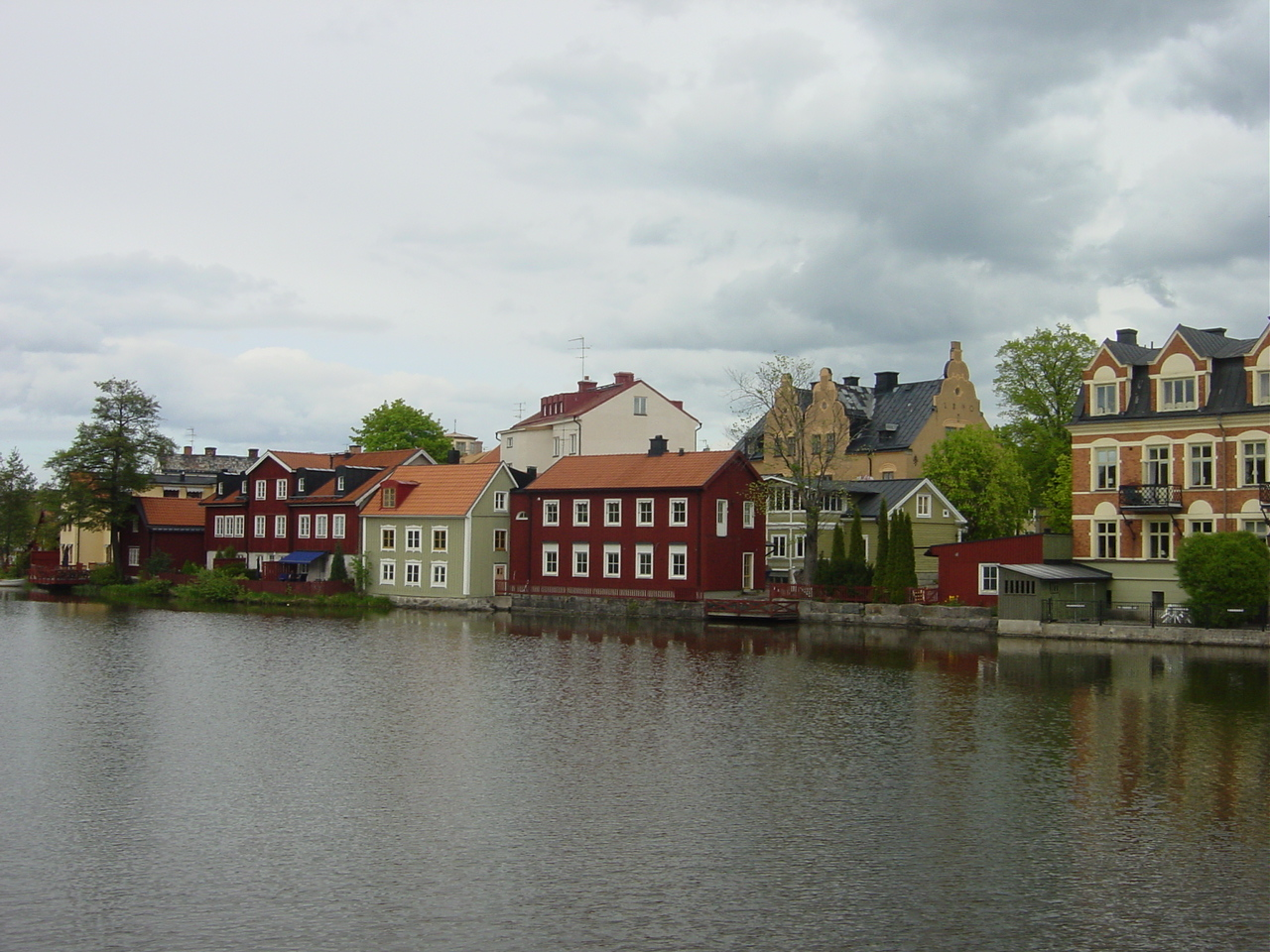
Eskilstunaån i centrala Eskilstuna

Eskilstunaån (genom Torshälla kallad Torshällaån) är en betydande å i Södermanland som avvattnar Hjälmaren (22 m ö.h.) norrut till Mälaren (0,7 m ö.h.) och  passerar rakt igenom Eskilstuna. Längden är 32 km och avrinningsområdet är 4 187 km², varav 46 procent skogsmark, 25 procent åkermark, 15 procent sjöar (där Hjälmaren utgör största delen), tre procent tätorter och elva procent övrig mark. Räknat i avrinningsområde är Eskilstunaån Mälarens största tillflöde. Medelvattenföringen (nära utloppet ur Hjälmaren) är 24 m³/s. Delsträckan närmast Hjälmaren kallas Hyndevadsån.
Ån utgör historiskt en del av gränsen mellan Västerrekarne och Österrekarne härader. 
Ekeby våtmark renar en del av åns vatten innan det släpps ut igen.
Idag är ån kraftigt reglerad och därigenom relativt artfattig. Historiskt fanns även ett rikt fiske i ån av vandrande fisk såsom lax, öring och ål och uppströms Skogstorp fanns kungliga ålkistor. Viss restaurering av habitat har utförts i till exempel Skjulsta där en gammal forssträcka återskapats jämte den damm som finns där.

## Vattenkraftverk i Eskilstunaån
Eskilstunaån har flera dammar och vattenkraftverk och många industrier har historiskt legat jämte åns utbyggda forsar. Eskilstuna Stålpressnings AB Laval vid Kraftstationen i Skogstorp (1906), Tunafors fabriker vid Tunafors kraftstation (1914). Dammarna tjänar dels som magasin för vattenkraften och dels ger de Eskilstuna sin nutida karaktär med stora vattenspeglar och extremt ånära bebyggelse centralt.
- Faktoriholmarna. Byggt: 1950 Turbintyp: Lawaczeck  Ägare: Strömfallet Tunafors AB
- Kvarnfallet. Byggt: 1960 Turbintyp: Kaplan Ägare: Strömfallet AB
- Nyby. Byggt: 1960 Turbintyp: Kaplan Ägare: Strömfallet AB
- Kraftstationen i Skogstorp, Rosenfors, Skogstorp. Byggt: 1906 Turbintyp: Lawaczeck Ägare: Skogstorp Kraftverk AB
- Tunafors. Byggt: 1914 Turbintyp: 2 Francis, 1 Rörkaplan Ägare: Strömfallet Tunafors AB